# Alpan
Alpan (ryska: Алпан) är en ort i Azerbajdzjan.   Den ligger i distriktet Quba Rayonu, i den nordöstra delen av landet, 170 kilometer nordväst om huvudstaden Baku. Alpan ligger 760 meter över havet och antalet invånare är 3 070.
Terrängen runt Alpan är huvudsakligen kuperad, men den allra närmaste omgivningen är platt. Runt Alpan är det ganska glesbefolkat, med 48 invånare per kvadratkilometer.. Närmaste större samhälle är Qusar, 4,5 kilometer norr om Alpan. 
Omgivningarna runt Alpan är en mosaik av jordbruksmark och naturlig växtlighet.